# Mecistum pleurale
Mecistum pleurale là một loài tò vò trong họ Ichneumonidae.